# Dos por uno en crímenes de lesa humanidad
La aplicación del dos por uno en crímenes de lesa humanidad es el modo en que se conoce la decisión de la Corte Suprema de Justicia de la Nación en Argentina, tomada el 3 de mayo de 2017 durante la presidencia de Mauricio Macri, por la cual admitió que los criminales condenados por delitos de lesa humanidad puedan computar doble el tiempo que estuvieron detenidos antes de contar con una sentencia firme, a partir de los dos años de prisión preventiva. La sentencia se dictó en la causa "Bignone, Reynaldo Benito Antonio y otro s/ recurso extraordinario" (CSJ 1574/2014/RH1) y benefició a Luis Muiña, culpable de cinco delitos de lesa humanidad y condenado en 2011 a trece años de prisión, luego de haber estado detenido preventivamente desde 2007. La Corte consideró aplicable al caso el artículo 7 de la Ley N.º 24.390, conocida como Ley del Dos por Uno, que estuvo vigente entre 1994 y 2001. El fallo fue dictado por tres votos a favor (Elena Highton de Nolasco, Carlos Rosenkrantz y Horacio Rosatti) y dos votos en contra (Ricardo Lorenzetti y Juan Carlos Maqueda).
La sentencia fue cuestionada por las organizaciones de derechos humanos y un amplio espectro de organizaciones y personalidades nacionales e internacionales, que la consideraron un acto de impunidad, asociándola con las llamadas leyes de impunidad (leyes de Punto Final y Obediencia Debida promulgadas por Raúl Alfonsín e indultos de Carlos Menem) y generó denuncias penales, pedidos de juicio político contra sus autores, multitudinarias movilizaciones de repudio en todo el país y la sanción urgente de una ley aclarando que no se podía aplicar el derogado régimen del dos por uno a delitos de lesa humanidad, lo que se logró pocos días después por Ley 27.362.
Al año siguiente, el 4 de diciembre de 2018, la misma composición de la Corte revirtió el fallo del caso "Muiña", resolviendo por mayoría de cuatro votos (Maqueda, Lorenzetti, Rossi y Highton), contra uno en contra (Rosenkrantz), que las condenas en crímenes de lesa humanidad no pueden ser reducidas por aplicación del beneficio de dos por uno, en el caso del exagente de inteligencia Rufino Batalla.

## El caso
Luis Muiña perteneció a un "grupo de tareas" que actuó durante la dictadura autodenominada Proceso de Reorganización Nacional (1976-1983). El grupo era formalmente denominado Comando de Seguridad Interna del Hospital Posadas, intervenido bajo órdenes del entonces general Reynaldo Bignone. Los trabajadores del centro de salud los denominaban "SWAT". El grupo de represores que integraba Muiña actuó en la represión del personal de dicho hospital bajo el mando del coronel médico Julio Ricardo Esteves. El grupo de tareas SWAT estableció su base dentro del hospital, instalando un centro clandestino de tortura y desaparición de personas en el chalet donde vivía el director interino. Treinta de los empleados del hospital fueron secuestrados, y al menos once de ellos nunca volvieron a aparecer.
Muiña fue detenido en 2007 y acusado de haber participado en los secuestros de Gladys Evarista Cuervo, Jacobo Chester, Jorge Mario Roitman, Jacqueline Romano y Marta Elena Graiff. En 2011 fue enjuiciado ante el Tribunal Oral en lo Criminal Federal N.º 2 (TOF N.º 2), encontrado culpable y condenado a trece años de prisión. Muiña también fue enjuiciado por el asesinato y torturas de dos médicos, pero resultó absuelto porque el tribunal consideró que esos delitos ya habían sido juzgados.

## Cómputo del plazo de la condena
En la sentencia dictada por el TOF N.º 3, el tribunal decidió que se le aplicara a Muiña la compensación llamada del "dos por uno", creada en 1994 por el artículo 7 de la Ley N.º 24.390, derogado en 2001. La compensación del dos por uno establecía que aquellas personas que hubieran estado detenidas preventivamente durante más de dos años sin ser juzgadas —plazo máximo establecido en Argentina para que el Estado pueda detener a una persona sin juicio— tenían derecho a una compensación, que consistía en computar cada año de prisión preventiva en exceso como dos años de condena. Este régimen fue derogado en 2001, mientras que Muiña fue detenido en 2007.
Este aspecto de la sentencia del TOF N.º 3 fue apelado por la fiscalía y la Sala IV de la Cámara Federal de Casación Penal revocó ese punto y anuló la aplicación del dos por uno al caso de Muiña. La Sala IV fundó su postura en dos argumentos: 1) que la compensación del dos por uno no era un caso de ley más benigna; 2) que Muiña había sido detenido preventivamente luego de la derogación del régimen del dos por uno, razón por la cual no correspondía aplicar el antecedente de la Corte en el fallo "Arce".
Muiña interpuso un recurso extraordinario ante el fallo de la Sala IV, que fue denegado. Por ello presentó un recurso de hecho directamente ante la Corte Suprema, que resultó en el fallo final.

## El fallo
El 3 de mayo de 2017 la Corte Suprema dictó el fallo. El mismo fue aprobado con el voto favorable de tres de sus cinco miembros (Elena Highton de Nolasco, Carlos Rosenkrantz y Horacio Rosatti) y el voto en contra de los otros dos (Ricardo Lorenzetti y Juan Carlos Maqueda). El proyectista del voto mayoritario fue Federico Morgenstern, prosecretario del ministro Rosenkrantz.
Una de las cuestiones centrales sobre la que difirieron los jueces, fue sobre las consecuencias de los delitos permanentes o continuados. Para el voto mayoritario, cuando hay un delito permanente corresponde aplicar la ley más beneficiosa para el condenado dictada a todo lo largo del tiempo en que permaneció el resultado dañino; mientras que para el voto minoritario, en los casos de delitos permanentes no hay sucesión de leyes, sino coexistencia, correspondiendo aplicar la última.
Un segundo aspecto de diferenciación entre ambos votos fue la manera de interpretar la ley (hermenéutica jurídica): mientras que el voto mayoritario propuso una interpretación literal de la ley penal (artículo 2 del Código penal), el voto minoritario propuso una interpretación sistémica y contextual, teniendo en cuenta todo el ordenamiento jurídico nacional e internacional, de modo de arribar a una conclusión coherente.

### Voto mayoritario
El voto mayoritario, apoyado por Elena Highton de Nolasco, Carlos Rosenkrantz y Horacio Rosatti, admitió formalmente el recurso de hecho ante la Corte, y resolvió hacer lugar a la petición de Luis Muiña, dejando sin efecto la decisión de la Cámara de Casación.
La argumentación sostuvo que en el caso debía realizarse una interpretación literal del artículo 2 del Código Penal, donde se establece el principio de la ley más benigna (considerando 7). Aplicando literalmente el artículo 2, la sentencia concluye que correspondía aplicar al caso el cómputo de la prisión preventiva que rigió entre 1994 y 2001 (art. 7 de la Ley 24.390), porque era lo más beneficioso para el condenado. La sentencia aclara que la aplicación de la ley más benigna corresponde incluso aunque la condena de Muiña sea por delitos continuados o permanentes, como es la desaparición forzada (considerandos 9 y 10). En ese punto los jueces aclararon que aún si esa conclusión —la aplicación de la ley más benigna a los delitos permanentes— pudiera ser dudosa, la solución debía ser favorable a la persona condenada, por aplicación del principio in dubio pro reo, que quiere decir que en caso de duda hay que estar a favor del reo (considerando 11).
Aclara también que la solución adoptada es novedosa y no había sido resuelta anteriormente por la Corte. Entre los antecedentes potenciales que descarta, menciona los casos "Jofré" (Fallos: 327:3279) y "Gómez" (Fallos: 327: 3274), en los que el voto mayoritario de la Corte había sostenido que el artículo 2 del Código Penal no es aplicable a los delitos permanentes. El fallo descarta aplicar esta solución, porque los votos de la mayoría no tenían los mismos fundamentos (considerando 12). En el considerando 13 la sentencia sostiene que no son tampoco aplicables al caso las decisiones de la Corte Interamericana de Derechos Humanos en los casos "Gelman" y ""Tiu Toj in", porque en dichos casos se aceptó que correspondía aplicar una ley más gravosa a los delitos permanentes, pero no una ley más benigna.
En el considerando 15 el voto mayoritario dice que la Ley sobre Prisión Preventiva 24.390 se aplica también a los delitos de lesa humanidad, y que hacer una excepción —como en el caso de los delitos por drogas— sería inconstitucional.

#### Voto del juez Rosatti
Dentro del voto mayoritario, el juez Horacio Rosatti lo hizo con argumentos propios. Reitera gran parte de los argumentos volcados en el voto mayoritario, agregando algunas consideraciones y referencias generales, y un considerando especial sobre el "dilema moral" que debió enfrentar. Allí manifiesta que "no puede soslayar el dilema moral que plantea [...] la aplicación de un criterio de benignidad a condenados por delitos de lesa humanidad". Rosatti sostiene que no corresponde a los jueces, sino solo el Congreso de la Nación, excluir a los delitos de lesa humanidad del principio de la ley más beneficiosa (considerando 11).

### Voto minoritario
El voto minoritario, apoyado por Ricardo Lorenzetti y Juan Carlos Maqueda, admitió formalmente el recurso de hecho ante la Corte, pero propuso no hacer lugar a la petición de Luis Muiña y confirmar la decisión de la Cámara de Casación. Ambos jueces realizaron sus argumentaciones por separado.

#### Voto del juez Lorenzetti
Dentro del voto minoritario, Ricardo Lorenzetti lo hizo con argumentos propios. Lorenzetti apoya su argumentación diciendo que la interpretación de la ley penal debe realizarse teniendo en cuenta "el sistema de fuentes que conforman la Constitución, los tratados de derechos humanos, las leyes penales y procesales, de manera de llegar a una conclusión coherente". Agrega que "una interpretación de la legislación penal más benigna, en el marco de la aplicación de una ley derogada, es insuficiente". En ese encuadre, Lorenzetti sostiene que hay que tener en cuenta en primer lugar, que el caso trata de un delito de lesa humanidad, que no pueden ser objeto de amnistía, indulto ni prescripción, y que la sentencia no puede llevar a que se frustre la persecución de los mismos. Concluye su descripción del marco normativo a tener en cuenta, advirtiendo que no ha habido, ni en Argentina ni en el derecho internacional, "ningún cambio en la valoración de los delitos de lesa humanidad", constituyendo la misma una "política de estado" (considerando 7).
Lorenzetti explica en su voto que, para que haya una ley penal más benigna, es necesario que esa ley exprese un cambio en la valoración social del delito, de modo que "lo que antes era juzgado reprobable ya no lo es, o lo es solo en menor medida". Y sostiene que ello no ha ocurrido con los delitos de lesa humanidad (considerando 12). Precisa luego que el cómputo de la prisión preventiva establecido en el artículo 7 de la ley 24.390 (dos por uno), "no fue el resultado de un cambio en la reprobación de los delitos de lesa humanidad, por los que fue condenado Muiña, sino un mecanismo para limitar temporalmente los encierros preventivos" (considerando 13). No se trató entonces de una ley penal más benigna sino de una compensación, derogada en 2001 (considerando 15).
El voto aclara en el considerando 14 que la regla del dos por uno fue una norma procesal penal que estuvo vigente entre 1994 y 2001, y que como tal debía aplicarse a los procesos en marcha durante su vigencia (tempus regit actum), no pudiendo aplicarse una vez derogada (ultraactividad). El juez considera también que no se puede aplicar el caso "Arce", porque Muiña fue detenido varios años después de que la norma hubiera sido derogada.
Lorenzetti se refiere a continuación a la condición de delito permanente por el que fue condenado Muiña (desaparición forzada de personas). En estos casos no hay sucesión de leyes, sino coexistencia, porque ambas rigieron mientras se ejecutaba el delito, debiendo aplicarse la última. Invoca en su apoyo la regla establecida por la Corte Interamericana de Derechos Humanos en el caso "Gelman".
En su último considerando (19), el voto cita el fallo de la propia Corte en el caso "Mazzeo":

...el derecho internacional humanitario y de los derechos humanos, en diversos tratados y documentos prescriben la obligación por parte de toda la comunidad internacional de "perseguir", "investigar" y "sancionar adecuadamente a los responsables" de cometer delitos que constituyen graves violaciones a los derechos humanos.

#### Voto del juez Maqueda
Dentro del voto minoritario, Juan Carlos Maqueda también lo hizo con argumentos propios. Su argumento central parte del dato de que Muiña cometió delitos permanentes. Maqueda recuerda, al igual que Lorenzetti, que la doctrina de la Corte sobre delitos permanentes es que, en estos casos, no puede haber sucesión de leyes penales, sino una coexistencia de leyes, por lo cual no existe el supuesto de ley anterior más benigna, debiendo aplicarse la última (considerando 9). El voto cita en su apoyo los casos propios "Jofré", "Rei" y "Gómez", así como el caso "Gelman" de la CIDH y el caso "Rohlena" del Tribunal Europeo de Derechos Humanos (considerando 9).
El voto también sostiene que a Muiña no se le puede aplicar la sentencia del caso "Arce", porque la detención de Muiña se produjo varios años después de la derogación de la norma del dos por uno. Maqueda tampoco acepta que hubiera violación del principio de igual tratamiento para delitos comunes y delitos de lesa humanidad, reconocido en el caso "Suárez Rosero" de la CIDH, debido a que en su caso la falta de aplicación del dos por uno no se debe al hecho de tratarse de un delito de lesa humanidad sino de un delito permanente, frente al cual no existen leyes anteriores o posteriores (considerando 11). El voto de Maqueda cierra con el mismo argumento que el voto de Lorenzetti, citando el caso "Mazzeo".

## Consecuencias y explicaciones
Al día siguiente del fallo, el diario La Nación dio a conocer que alrededor de 750 militares condenados por delitos de lesa humanidad podrían verse beneficiados por la sentencia de la Corte. Clarín por su parte sostuvo que las personas condenadas o procesadas por delitos de lesa humanidad que podrían pedir la aplicación del 2x1, eran 2300.
El 14 de mayo de 2017, el periodista de Clarín Julio Blank, publicó un artículo titulado "El 2X1 en la Corte: una historia de mentiras y traiciones" donde cuenta que el fallo fue motorizado por el juez Carlos Rosenkrantz y que el presidente de la Corte Ricardo Lorenzetti, les había advertido a los tres jueces firmantes del voto mayoritario y al gobierno que el fallo desataría una "tormenta" social y política, sumergiendo en el descrédito a quienes lo apoyaran. Blank destaca también que el fallo fue dictado en momentos en que el juez Horacio Rosatti, designado por el presidente Mauricio Macri a pocos días de su asunción al poder, mantiene una "feroz disputa" con Lorenzetti, para desplazarlo de la presidencia del tribunal.

## Reacciones

### Primeras reacciones
Inmediatamente después de conocido el fallo se produjeron reacciones de apoyo y condena. Los organismos de derechos humanos (Madres de Plaza de Mayo, Abuelas de Plaza de Mayo, HIJOS, la APDH y el CELS) acordaron un documento conjunto de repudio al fallo, denunciando que el mismo constituía "una amnistía encubierta".
Ese mismo día las principales fuerzas y figuras de la oposición realizaron declaraciones de condena al fallo, entre ellas la expresidenta Cristina Kirchner, el bloque de diputados del Frente para la Victoria, el bloque de diputados del Frente Renovador, el partido GEN, el Movimiento Evita, el Movimiento Libres del Sur, el Frente de Izquierda y de los Trabajadores, la central sindical CTA de los Trabajadores, entre otros.
A favor del fallo se pronunció el secretario de Derechos Humanos de la Nación, Claudio Avruj, del PRO. Días después también se pronunciaron a favor del fallo la diputada de Cambiemos Elisa Carrió, el diputado Alfredo Olmedo, del bloque unipersonal Salta Somos Todos, y el arzobispo de La Plata, Héctor Aguer.
Los medios de comunicación nacionales también adoptaron posiciones diferentes. Página/12 tomó una posición crítica y encabezó su edición del día 4 de mayo con el título "Un fallo PRO genocidas". Sus periodistas también adoptaron una posición fuertemente crítica con notas de opinión de Irina Hauser ("Animales sueltos"), Luis Bruschtein ("Fuerzas"), Victoria Ginzberg ("Falso garantismo"), Martin Granovsky ("¿La Corte estimula la inseguridad jurídica?"), y Washington Uranga, quien denunció que el llamado a la reconciliación entre víctimas y victimarios que la Iglesia Católica había realizado el día anterior, "abrió el camino al fallo".
La Nación adoptó una posición favorable al fallo, publicando dos artículos de opinión de Alejandro Carrió ("Una sentencia que reafirma la vigencia del Estado de Derecho"), y Ricardo Saint Jean ("Un paso hacia el apreciado principio de la igualdad ante la ley").
El diario Clarín adoptó una posición neutra, colocando en tapa, como título secundario, "La Corte repuso la ley del 2x1 y causó fuertes reacciones". Entre las notas de opinión publicó una firmada por Daniel Santoro, titulada "Un fallo de la Corte con alto impacto político pero que beneficiará a pocos militares", donde sostiene que "el fallo Muiña se firmó en un contexto de un cambio de paradigma para el tratamiento de las causas por las violaciones a los derechos humanos", abandonando la noción de los derechos humanos como “política de Estado”.
Con el paso de los días, nuevas organizaciones y personalidades de diferentes orientaciones políticas salieron a cuestionar duramente el fallo y se conocieron las primeras encuestas de opinión que mostraban un rechazo masivo al fallo de la Corte, con números cercanos al 90%. Nuevas declaraciones de altos funcionarios del gobierno del presidente Mauricio Macri, reflejaron una postura crítica contra el fallo, como el jefe de Gabinete Marcos Peña. Mientras tanto los organismos de derechos humanos convocaron a la población a movilizarse contra el fallo el día 10 de mayo.

### Prensa internacional
La prensa internacional dio amplia cobertura a la noticia, con tono crítico. El New York Times publicó un artículo sobre el tema el mismo día del fallo, bajo el título "La Corte Suprema de Argentina reduce sentencia de un violador de derechos humanos" (Argentina's Top Court Cuts Sentence of Human Rights Abuser), y luego informó sobre la reacción de la población con otro artículo titulado "Los argentinos se unen contra ley que ayuda a violadores de derechos humanos" (Argentines Unite Against Law Helping Human Rights Abusers). The Guardian de Inglaterra tituló "Furia en Argentina sobre fallo que podría ver a violadores de derechos humanos salir en libertad" (Fury in Argentina over ruling that could see human rights abusers walk free).
El País de España publicó varios artículos titulados "Inquietud en Argentina por un fallo del Supremo que puede acortar las condenas de represores", "Masiva marcha en Argentina contra la sentencia favorable a los represores", y "Argentina vuelve a vibrar con la memoria del Nunca más".
En Francia Le Monde tituló "Argentina: una decisión de la Corte suprema podría liberar a los torturadores de la dictadura" (Argentine : une décision de la Cour suprême pourrait libérer des tortionnaires de la dictature, y "Argentina: medio millón de pañuelos blancos contra la impunidad de los torturadores de la dictadura" (Argentine : un demi-million de foulards blancs contre l'impunité d'un tortionnaire de la dictature). El canal de televisión europeo Euronews cubrió los hechos bajo el título "Argentina protesta contra ley que ayuda a criminales de derechos humanos" (Argentina protests against law helping human rights criminals). En Italia La Repubblica tituló "Argentina: miles en Plaza de Mayo con el pañuelo blanco contra descuento de pena a militares".
En México el periódico La Jornada tituló "Corte Suprema de Argentina reactiva ley que reduce penas a torturadores". En Brasil O Globo encabezó la noticia diciendo que "Argentina prohíbe liberación anticipada de represores de la dictadura; decisión unánime reemplaza voto controvertido de la Corte Suprema sobre ley en desuso".

### Ley de urgencia
El día 9 de mayo la Cámara de Diputados del Congreso de la Nación se reunió de urgencia para sancionar una ley que pudiera frenar las consecuencias del fallo de la Corte Suprema. Las bancadas del Frente para la Victoria, el PRO, el Movimiento Evita, Libres del Sur y el Partido Socialista, presentaron sendos proyectos que fueron unificados, en un solo texto estableciendo que: 
- 1) el cómputo del dos por uno "no es aplicable a conductas delictivas que se encuadren en la categoría de delitos de lesa humanidad";
- 2) el cómputo del dos por uno "será aplicable solamente a aquellos casos en los que el condenado hubiere estado privado de su libertad en forma preventiva durante el período comprendido entre la entrada en vigencia (1994) y la derogación (2001) de aquella ley".[43]
- 3) los dos puntos anteriores constituyen "la interpretación auténtica del artículo 7.º de la ley 24.390 —derogado por ley 25.430— y será aplicable aún a las causas en trámite".

La Cámara de Diputados aprobó el proyecto esa misma noche, por 211 votos a favor y uno en contra. Con media sanción, el proyecto pasó al día siguiente a la Cámara de Senadores, donde fue aprobado ese mismo día por unanimidad (56 votos a favor). La norma fue publicada como Ley N.º 27.362.
El tratamiento de la ley hasta su aprobación en ambas cámaras llevó 23 horas y 44 minutos y constituye un de los trámites parlamentarios más rápidos de la historia legislativa argentina.

### Movilización del 10 de mayo

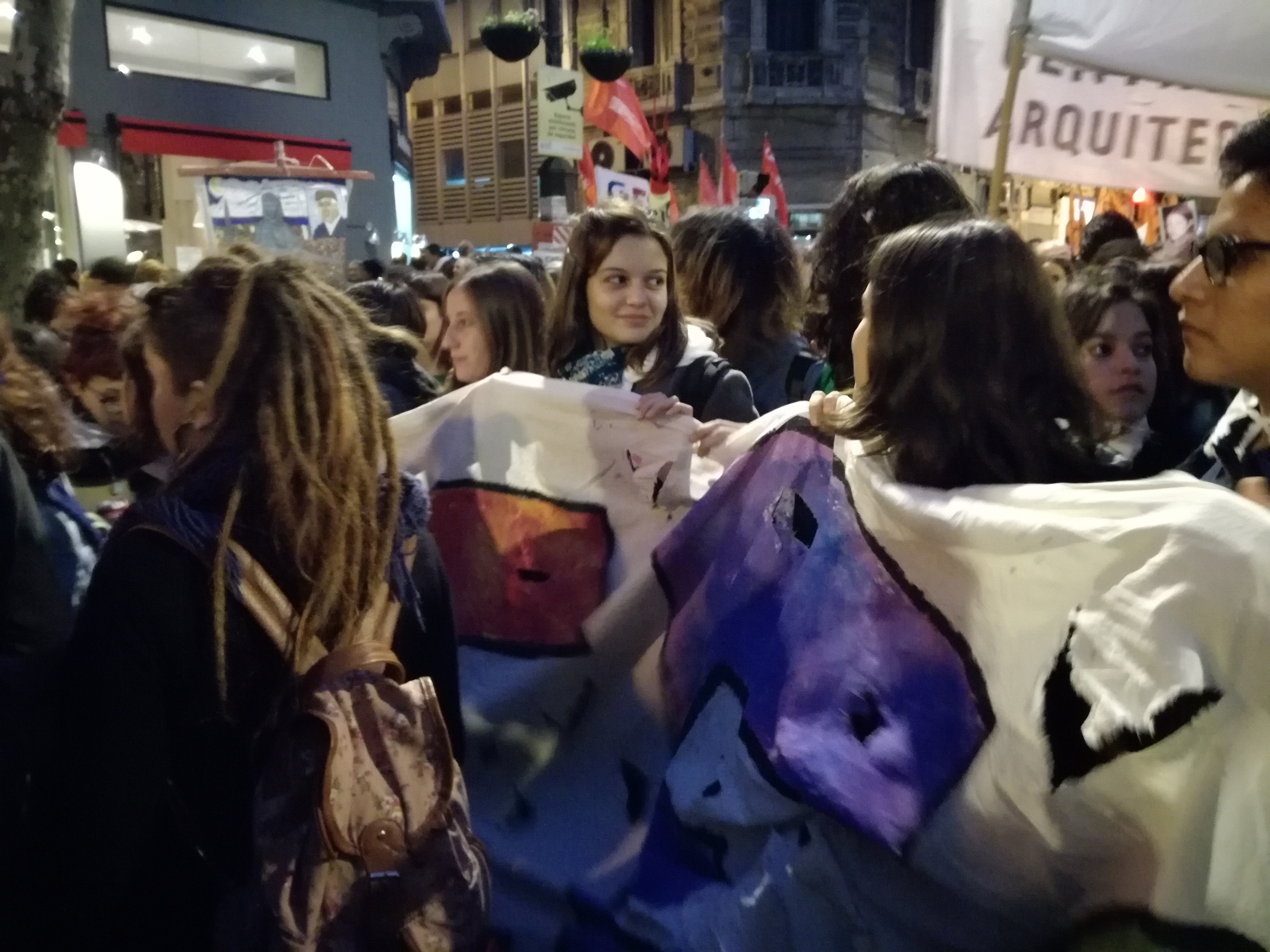
Manifestantes en la movilización realizada en Buenos Aires el 10 de mayo de 2017 contra el fallo de la Corte Suprema.

El 10 de mayo se realizó la movilización convocada por los organismos de derechos humanos contra el fallo, bajo el lema "Nunca más privilegios a los criminales de lesa humanidad". La movilización fue masiva, se realizó en varias ciudades del país y fue calificada de histórica por varios observadores. En Buenos Aires la multitud marchó hacia la Plaza de Mayo, estimándose la concurrencia en medio millón de personas. El reclamo contra el 2x1 se replicó en ciudades de todo el país
Córdoba donde se reunieron en la ex plaza Vélez Sarsfield, Rosario, Santa Fe, Mendoza y Mar del Plata. En Formosa el punto de encuentro fue la Plaza San Martín. Al con la participación de la Asociación Argentina de Actores de Mar del Plata, Enapo, Mujeres en Red, Socialismo Marplatense, Partido Obrero, La Cámpora, Partido Popular, Acción Marplatense, Madres de Plaza de Mayo MDP, entre otros”. En Bahía Blanca hubo una radio abierta organizada por la Comisión de Apoyo a los Juicios frente al Palacio Municipal que luego se trasladó a la sede de la Unidad Fiscal de Delitos de Lesa Humanidad. En Chaco un amplio arco de dirigentes de los partidos PJ y UCR, de fuerzas de izquierda y de movimientos sociales, funcionarios gubernamentales de la provincia y de municipios del Gran Resistencia se manifestaron. Misiones las personas que asistieron a la marcha lo hicieron con pañuelos blancos en sus cabezas. En Bariloche la marcha fue encabezada entre otros por el juez Rubén Marigo, titular de la Cámara Laboral de Bariloche, e histórico dirigente de derechos humanos, en Chubut los participantes recorrieron las calles céntricas entonando cánticos y portando pancartas en contra del fallo de la Corte. Entre Ríos hubo protestas en Paraná, Nogoyá, Colón, San José, Concepción del Uruguay, Gualeguaychú, Villaguay y Victoria se realizaron diferentes actos en contra del fallo de la Corte con una gran participación de vecinos y militantes de derechos humanos. También hubo manifestaciones en La Rioja, Catamarca, San Luis, Santiago del Estero y Jujuy. En el Chaco, organismos de derechos humanos encabezarán una marcha multisectorial en la Plaza 25 de Mayo de Resistencia; en la provincia de Córdoba hubo manifestaciones y marchas en  Río Cuarto, Villa María, Carlos Paz y San Francisco, y en localidades menores, y también en Salta y en Comodoro Rivadavia.
Ese mismo día el presidente Mauricio Macri realizó su primera declaración sobre el fallo de la Corte, diciendo que estaba "en contra de cualquier herramienta que facilite la impunidad" y aclarando que estaba "muy contento" de que el país tuviera "una Corte independiente y prestigiosa".

### Rebelión judicial contra el fallo de la Corte
Luego del fallo, jueces y fiscales anunciaron que no acatarían el fallo de la Corte, obligando a los condenados por delitos de lesa humanidad a volver a presentar recursos extraordinarios ante el tribunal superior, llevando de ese modo a los jueces máximos a tener que ratificar o rectificar la cuestionada decisión tomada en el caso "Muiña". Esta "rebelión judicial" es un hecho sin precedentes en la historia argentina.
Hacia el 12 de mayo tribunales federales de la Ciudad de Buenos Aires, Córdoba, San Juan y Tucumán se habían negado a aplicar el fallo de la Corte Suprema, rechazando pedidos de personas condenadas por delitos de lesa humanidad invocando la aplicación del dos por uno, señalando que se trataba de una solución inconstitucional.

### Campaña Que la Corte diga No al 2x1
El 12 de mayo, la Corte Suprema emitió un comunicado informando que había decidido consultar con las partes su opinión sobre la ley aclaratoria votada por el Congreso  después del fallo Muiña que dejaba a los delitos de lesa humanidad por fuera de los alcances de la ley del 2x1. La Procuradora General de la Nación, Alejandra Gils Carbó, dictaminó el 14 de julio que los condenados por delitos de lesa humanidad no podían beneficiarse con los alcances de la ley 24.390.
Después de recibir la opinión de Gils Carbó y de las partes en los juicios, la Corte debe resolver si mantiene el criterio fijado en el caso Muiña o lo revierte. Los organismos de derechos humanos nucleados en Memoria Abierta lanzaron una campaña para que la Corte le diga NO al 2x1 en las redes sociales. Entre quienes se sumaron a la campaña están el secretario ejecutivo de la Comisión Interamericana de Derechos Humanos, Paulo Abrao, Eugenio Raúl Zaffaroni, la jueza Gabriela Vázquez, las exjuezas María Roqueta y Lucila Larrandart. También apoyó la iniciativa Jorge Rizzo, el presidente del Colegio Público de Abogados de la Capital Federal y abogado de Ricardo Lorenzetti.

## Ley 27.362 de interpretación del dos por uno
El 9 de mayo de 2017 la Cámara de Diputados del Congreso de la Nación se reunió de urgencia para sancionar una ley que pudiera frenar las consecuencias del fallo de la Corte Suprema aplicando el dos por uno en delitos de lesa humanidad en el caso "Muiña". Las bancadas del Frente para la Victoria, el PRO, el Movimiento Evita, Libres del Sur y el Partido Socialista, presentaron sendos proyectos que fueron unificados, en un solo texto estableciendo que: 
- 1) el cómputo del dos por uno "no es aplicable a conductas delictivas que se encuadren en la categoría de delitos de lesa humanidad";
- 2) el cómputo del dos por uno "será aplicable solamente a aquellos casos en los que el condenado hubiere estado privado de su libertad en forma preventiva durante el período comprendido entre la entrada en vigencia (1994) y la derogación (2001) de aquella ley".[43]
- 3) los dos puntos anteriores constituyen "la interpretación auténtica del artículo 7.º de la ley 24.390 —derogado por ley 25.430— y será aplicable aún a las causas en trámite".

La Cámara de Diputados aprobó el proyecto esa misma noche, por 211 votos a favor y uno en contra. Con media sanción, el proyecto pasó al día siguiente a la Cámara de Senadores, donde fue aprobado ese mismo día por unanimidad (56 votos a favor). La norma fue publicada como Ley N.º 27.362.

## Reversión del fallo
Al año siguiente, el 4 de diciembre de 2018, la misma composición de la Corte revirtió el fallo del caso "Muiña", resolviendo por mayoría de cuatro votos (Maqueda, Lorenzetti, Rosatti y Highton), contra uno en contra (Rosenkrantz), que las condenas en crímenes de lesa humanidad no pueden ser reducidas por aplicación del beneficio de dos por uno, en el caso del exagente de inteligencia Rufino Batalla.
Los jueces Maqueda y Lorenzetti (en contra del beneficio para los criminales) y Rosenkrantz (a favor del beneficio para los criminales) mantuvieron sus respectivos criterios expuestos en la causa "Muiña". Por su parte Rosatti y Highton de Nolasco cambiaron su criterio favorable a los criminales, para sostener un criterio en contra, apoyados en la Ley 27.362.